# Honkasaari (ö i Finland, Södra Savolax, Pieksämäki, lat 62,46, long 26,91)
Honkasaari är en ö i Finland. Den ligger i sjön Ahveninen och i kommunen Pieksämäki i den ekonomiska regionen  Pieksämäki ekonomiska region  och landskapet Södra Savolax, i den centrala delen av landet, 270 km norr om huvudstaden Helsingfors. Öns area är 11,7 hektar och dess största längd är 0,6 kilometer i nord-sydlig riktning.